# Dret al treball

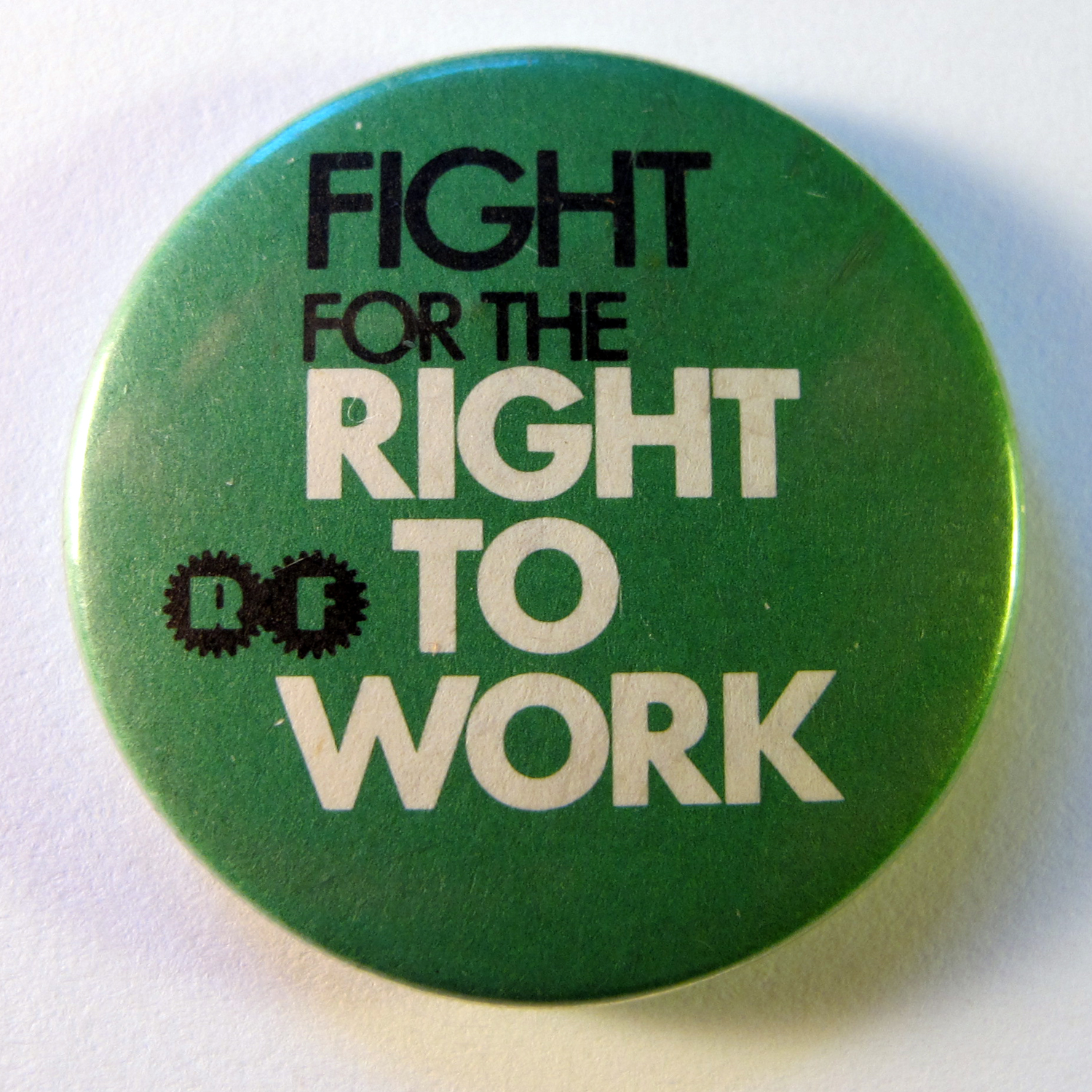
Pin reclamant la lluita pel dret al treball en anglès.

El dret al treball és el concepte que les persones tenen un dret humà a treballar, o a participar en un treball productiu, i no s'ha d'impedir-ho. El dret al treball està consagrat a la Declaració Universal dels Drets Humans i reconegut en el dret internacional dels drets humans gràcies a la seva inclusió en el Pacte Internacional dels Drets Econòmics, Socials i Culturals, on el dret al treball posa l'accent en el desenvolupament econòmic, social i cultural.

## Definició
La Declaració Universal dels Drets Humans diu a l'article 23.1:
| «                                                                                 | (1) Tota persona té dret al treball, a la lliure elecció del treball, a condicions de treball justes i favorables i a la protecció contra l'atur. | » |
| — Declaració Universal dels Drets Humans, Assemblea General de les Nacions Unides | |   |

El Pacte Internacional dels Drets Econòmics, Socials i Culturals diu a la part III, article 6:[1]
| « | (1) Els estats part en el present Pacte reconeixen el dret al treball, que inclou el dret de tota persona a l'oportunitat de guanyar-se la vida amb un treball que lliurement esculli o accepti, i prendran les mesures adequades per salvaguardar aquest dret. (2) Les mesures que ha de prendre un Estat part en el present Pacte per aconseguir la plena realització d'aquest dret inclouran programes, polítiques i tècniques d'orientació i formació tècnica i professional per aconseguir un desenvolupament econòmic, social i cultural constant i una ocupació plena i productiva en condicions que garanteixin les llibertats polítiques i econòmiques fonamentals de la persona. | » |
| — Pacte Internacional de Drets Econòmics, Socials i Culturals, Assemblea General de les Nacions Unides | |   |